# Xenos
『Xenos』（クセノス）は村生ミオによる日本の漫画作品。1988年に創刊された秋田書店発行の漫画雑誌『ヤングチャンピオン』（秋田書店）で2003年No.22から2005年No.10まで連載された。また、同誌において、『ルームシェア Xenos2』が2007年No.2から2008年No.17まで連載された。「Xenos」とはギリシャ語で「客」、「外国人」、「不思議な」などを意味する。
2007年にはテレビドラマ化されている。

## 単行本
ヤングチャンピオンコミックス（秋田書店）より刊行。全4巻。
- Xenos
  1. 2004年4月28日発売 ISBN 4-253-14881-6
  2. 2004年10月14日発売 ISBN 4-253-14882-4
  3. 2005年3月19日発売 ISBN 4-253-14883-2
  4. 2005年6月20日発売 ISBN 4-253-14884-0

ヤングチャンピオンコミックス（秋田書店）より刊行。全4巻。
- ルームシェア Xenos2
  1. 2007年6月20日発売 ISBN 978-4-253-14766-8
  2. 2008年1月18日発売 ISBN 978-4-253-14767-5
  3. 2008年6月20日発売 ISBN 978-4-253-14768-2
  4. 2008年10月20日発売 ISBN 978-4-253-14769-9

## テレビドラマ
2007年1月12日から3月30日までテレビ東京系で『Xenos 見知らぬ人』と題して「スポパラ」・「ドラマ24」枠にてテレビドラマ化された。なお、テレビ大阪では1月18日から4月5日まで、さらに系列外の地方局でも遅れネットなどで放送されたうえ、絶版に等しかった単行本が重版されて再び店頭に並ぶなど、ドラマ化によって人気が再燃した（各局の放送状況についてはドラマ24を参照）。

### ストーリー（テレビドラマ）
ルポライターの石橋直人は、仕事も私生活も順風満帆。最愛の妻･早妃とは1か月前に入籍し、幸せな結婚生活を送っていた。しかし、早妃が直人の前から突如姿を消す。早妃を探して奔走する直人は、彼女が戸籍を偽っていたことを知る。やがて、何者からかの脅迫を受けるようになった直人の部屋に、美しき女探偵の吉野が訪ねてくる。吉野による調査の結果、直人の記憶の一部が欠けていることが判明する。早妃を取り戻すため、封印された記憶を求めて直人の苦悩の日々が続く。

### メイン・キャスト
- 石橋直人：海東健
- 早妃（直人の妻）：一戸奈美
- 波多野ミナ（直人の職場のアシスタント）：堀田ゆい夏
- 山崎周平（直人の友人）：小林且弥
- 青木俊彦（直人の隣人）：金井勇太
- 佐野良美（放火事件の被害者）：橘実里
- 吉野真理子（探偵）：後藤理沙
- 小倉綾子（直人と早妃の結婚の証人）：佐野夏芽
- 轟（渋谷中央署桜ヶ丘交番勤務の警官）：丸山智己
- 青沼（婦人警官）：浦中杏奈
- 徳久一樹（秘密クラブXenos支配人）：ムロツヨシ
- トミー（秘密クラブXenos司会者）：米村亮太朗
- マック（秘密クラブXenosダンサー）：渡辺敬介
- 野々宮花世（四谷中央第二病院看護士）：KANA
- 根本健（直人の少年時代の仲間）：福井博章
- 森下良一（直人の少年時代の仲間）：松下卓也
- 吉沢克則（直人の少年時代の仲間）：山岸拓生
- 鈴木雄二（直人が勤める出版社の編集長）：モロ師岡
- 瀬戸美紗子（奥田の秘書）：柏木貴代
- 奥田秀一郎（公社党の国会議員）：西岡徳馬

### ゲスト・キャスト
- 秘密クラブXenosオークション嬢
  - 小森未来
  - 園原りか
  - 川愛加奈
  - 持田茜（現・しじみ）
  - 野々宮りん
  - 安達真実
  - 遥めぐみ
  - 今野梨乃
  - 竹内あい
  - 藤井彩
  - 綾波セナ
  - 日高ゆりあ
- 四谷中央第二病院看護士（花世の後輩）：熊田夏樹
- 佐野夫妻（良美の両親）：古山憲太郎、吉本菜穂子
- 医師（早妃の担当医）：累央
- 根本沙織（健の妻）：安奈とも
- 女：泉晶子
- 女の夫：山崎大輔
- 徳久一樹（少年時代）：川村悠椰
- 波多野ミナ（幼少時代）：水本凛
- 早紀（幼少時代）：小林愛里香
- 佐野良美（幼少時代）：笠菜月
- ハルカ・オース
- 染谷夏子
- 鈴木茜
- 清原りょう
- 吉永まりあ
- 村田久美
- 粟野如月
- 多田圭声
- 水森せいら
- 石黒久也
- 荒木秀行
- 志賀正人
- 黒澤佐和子
- 中村星哉

### 主題歌
- ナナムジカ「心音」（ワーナーミュージック・ジャパン）

### オープニングテーマ
- 東方神起「Choosey Lover」（rhythm zone）

### スタッフ
- プロデューサー - 岡部紳二（テレビ東京）、山鹿達也（テレビ東京）、大久保智己
- 脚本 - 山浦雅大
- 監督 - 池澤辰也、村上牧人
- 音楽 - 五十嵐由美
- 撮影 - 布川潤一
- 照明 - 落合一夫
- 殺陣 - 大道寺俊典、八木清春（剣武会）

### サブタイトル
1. 裸体オークション! ポロリ全開…狂乳の舞女の秘事
2. 標的は夫…柔肌の罠消えた新妻のウラ顔
3. 奥さんを忘れて…! 夫の過ち…復讐の序曲女達の罠
4. 監禁された妻の涙…黒幕の女の微笑!
5. 隣人が覗く背徳行為復讐の罠に堕ちた妻
6. 復讐の女神の正体は最愛の妻…赤い微笑
7. 妻の匂い…目覚めた悪夢…三つ目の怪物
8. 明かされた事件の謎と裸体の妻を売る男
9. 女の迷宮…ベッドの上で明かされた真相
10. 堕ちた女神…愛を信じた男と女の修羅場
11. 妻と再会…炎の中の真実!黒幕の正体は
12. 対決! 最後の黒幕…見知らぬ妻